# Менденхолл, Джозеф
Джозеф Абрахам Менденхолл (англ. Joseph Abraham Mendenhall; род. 15 января 1920, Калверт — 5 января 2013) — чиновник Государственного департамента США, получивший известность во время президентства Кеннеди за свою работу советником по политике в отношении Вьетнама, Лаоса и Камбоджи. Наиболее известен своим участием в миссии Крулака — Менденхолла в Южном Вьетнаме в 1963 году (с генералом Виктором Крулаком). Их неодинаковые выводы заставили президента США Джона Ф. Кеннеди задать вопрос, посетили ли они одну и ту же страну. Менденхолл продолжил свою работу в Индокитае после того, как Линдон Б. Джонсон вступил в должность президента США после гибели Кеннеди.

## Ранние годы и образование
Родился в Калверте, штат Мэриленд. В 1940 году окончил университет штата Делавэр. Также учился в Гарвардской юридической школе. Во время Второй мировой войны служил в армии США, дослужился до капитана (на действительной службе). Затем находился на дипломатической службе, работая в Турции, Исландии, Швейцарии, Южном Вьетнаме, также работал в Государственном департаменте США в Вашингтоне. В 1962 и 1963 годах учился в Национальном военном колледже.

## Миссия Крулака — Менденхолла

### Предпосылки
В мае в Южном Вьетнаме произошли гражданские беспорядки после разгона демонстраций буддистов в Хюэ. В ходе протестов девять буддистов были застрелены приспешниками режима президента Нго Динь Зьема. Правительство наложило запрет на пролёт буддийских флагов через Весак в день рождения Гаутамы Будды и антиправительственную демонстрацию. После стрельбы буддийские лидеры стали требовать от президента Зьема равенства религий, компенсаций и справедливости для семей погибших. Президент Зьем не пошёл на уступки, что привело к росту протестов. Самосожжение буддийского монаха Тхить Куанг Дыка на оживлённом перекрёстке Сайгона стало настоящей катастрофой для режима Зьема. Протесты продолжались и 21 августа специальные силы южновьетнамской армии, верные Нго Динь Ню, брату президента Зьема, совершили серию нападений на пагоды по всей стране, убивая сотни людей и нанося значительный ущерб под прикрытием объявления военного положения. Университеты и вузы были закрыты из-за массовых протестов буддистов и их сторонников. В то же время борьба с повстанцами Вьетконга стала ослабевать на фоне слухов о столкновениях сектантов в рядах южновьетнамских ВС (ВСРВ). Ситуацию усугубляли попытки государственных переворотов со стороны офицеров южновьетнамских войск (ARVN), что отвлекало внимание от борьбы с повстанцами Вьетконга. После нападений на пагоды администрация Кеннеди послала телеграмму № 243 послу США в Сайгоне, предложив ему изучить возможности смены лидера Южного Вьетнама.

### Миссия
Фактически миссия была отправлена администрацией Кеннеди в начале сентября 1963 года. Заявленная цель миссии состояла в исследовании прогресса в военных действиях Южного Вьетнама (и вклада американских военных советников) против повстанцев Вьетконга. Миссию возглавили генерал-майор морской пехоты США Виктор Крулак и Менденхолл. Они отправились в свою четырёхдневную напряжённую поездку 6 сентября в день заседания Совета национальной безопасности на фоне всё более обостряющихся отношений США и республики Вьетнам. Протестное движение охватило всю нацию как и демонстрации буддистов против религиозной дискриминации режима Нго Динь Зьема. После нападений на буддийские пагоды 21 августа и числа погибших, выразившееся трёхзначным числом, власти США в телеграмме послу Генри Кэботу Лоджу-младшему попросили исследовать возможность государственного переворота, в то время как Южный Вьетнам сползал в хаос. В докладе были сделаны выводы, что Крулак представил чрезвычайно оптимистичный отчёт о прогрессе в ходе войны, в то время как Менденхолл нарисовал крайне мрачную картину провала военных и недовольства общества. Два этих полярных по сути доклада побудили президента Кеннеди задать вопрос обоим советникам: посетили ли они одну и ту же страну?. Этот неубедительный доклад побудил направить во Вьетнам новую миссию Макнамары-Тейлора, возглавляемая министром обороны Р. Макнамарой и председателем ОКНШ М. Тейлором.

## Дальнейшая карьера
В январе 1964 года Менденхолл стал директором Вьетнамской рабочей группы Государственного департамента, а в июле стал директором Управления по делам Дальневосточного региона. В 1965 году он был назначен директором Агентства США по международному развитию (АМР США) в Лаосе, в то время вторым по величине таким агентством в мире. В 1968 году он вернулся в Вашингтон став заместителем директора, а затем возглавил Бюро АМР США во Вьетнаме. С 1972 по 1975 год Менденхолл был послом США на Мадагаскаре .